# Guy Lejeune
Barone Guy Lejeune (fl. XX secolo) è stato un tennista francese.

## Biografia
Partecipò ai Giochi della II Olimpiade di Parigi al torneo di doppio di tennis, dove fu eliminato ai quarti di finale.